# Bioenergia
A bioenergia é a designação para a energia obtida através da biomassa. Tal energia pode ser utilizada para se gerar calor, eletricidade ou combustível para motores de combustão em geral. Também é considerado bioenergia a energia quimicamente armazenada na biomassa.
A fontes principais de bioenergia são materiais provenientes de matérias primas renováveis, como madeira, produtos agricolas (por ex. colza, milho, cereais) e dejetos orgânicos (estrume, serragem, lixo orgânico, resíduos urbanos).

## Produção, Consumo e Prognóstico

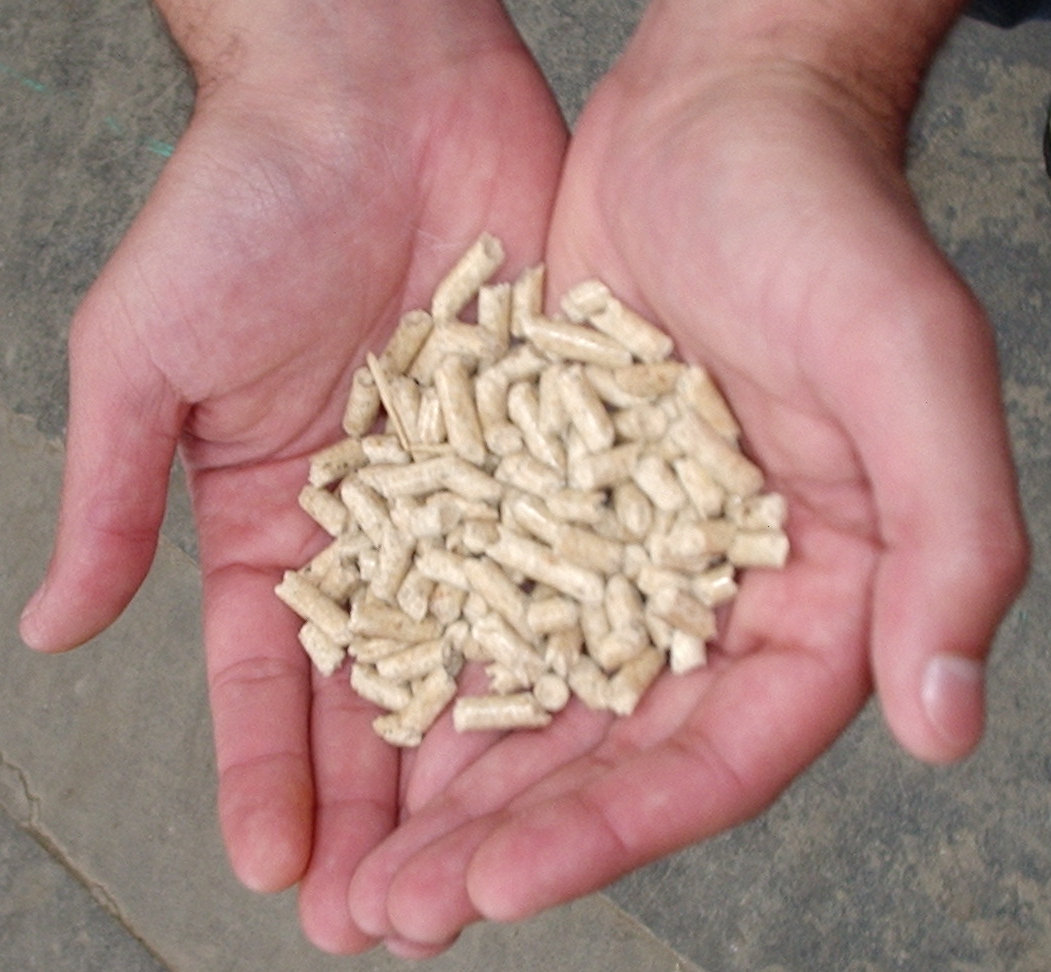
Briquetes de aglomerado de madeira, usados na produção de energia térmica.

O uso da bioenergia como fonte de alternativa de combustível ainda não é largamente difundido e representa apenas uma pequena parcela no consumo de energia mundial. A Alemanha, por exemplo, apresentou no ano de 2011 um consumo total de energia onde apenas 8,2 % era proveniente da bioenergia. No entanto há uma projeção otimista que diz ser possível, que a bioenergia abasteça a demanda mundial de energia, até o ano de 2050.

## Indústria de combustíveis

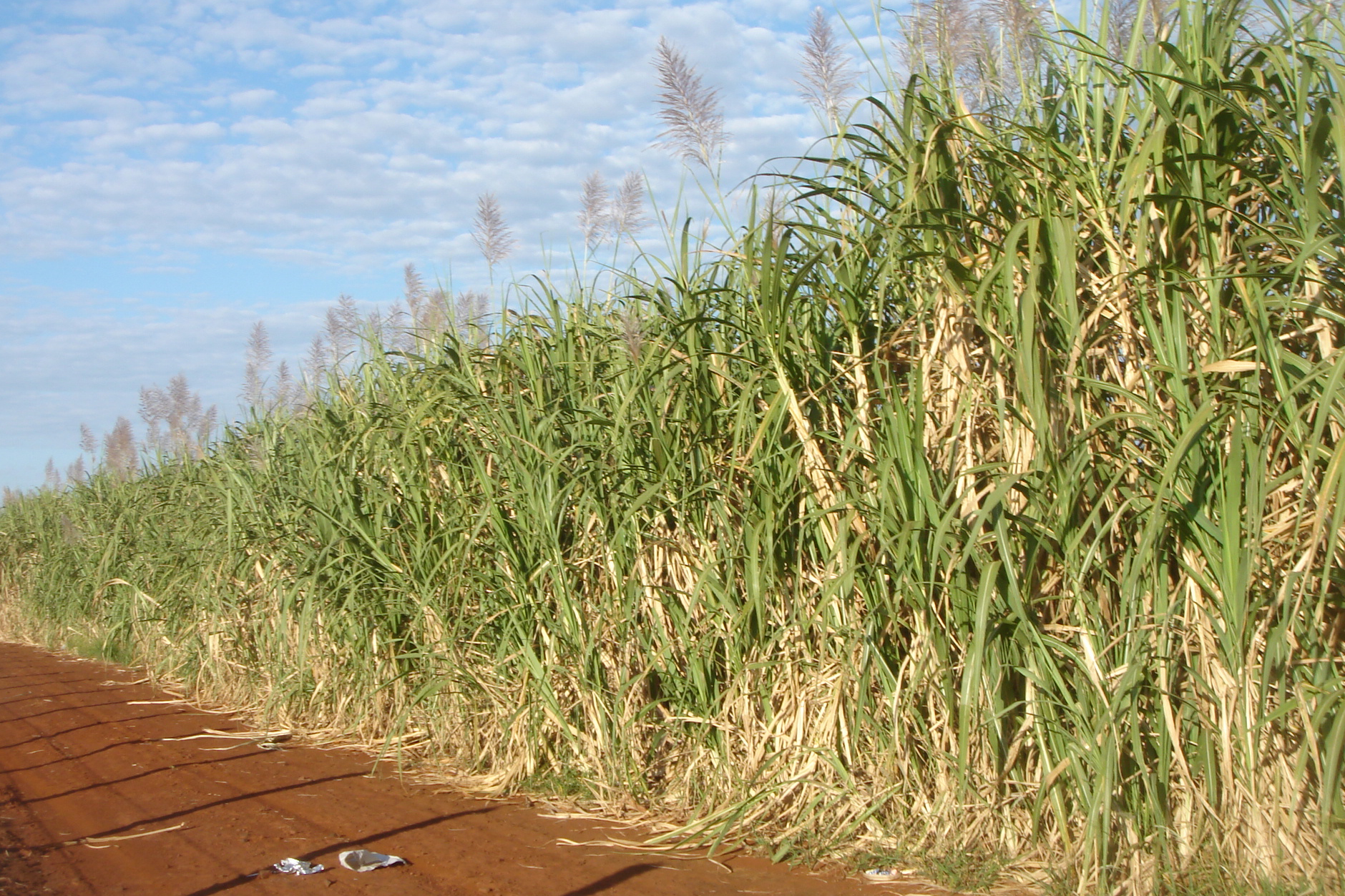
Cana-de-açúcar matéria prima na produção de etanol.

Entre os combustíveis bioenergéticos destaca-se o etanol, o metanol e o biodiesel (aditivo de 7% ao diesel convencional), entre

outros. Estes representam uma fonte alternativa de combustível, perante aos combustíveis fósseis.

## Produção de energia elétrica
O processo de obtenção de energia elétrica consiste no ciclo renovável da transformação de energia solar contida na matéria celulósica de plantas (absorvida através da fotossíntese). Existem também defensores do meio ambiente que alegam ser nociva a conversão de biomassa em energia, para tais fins.